# Specie di Daphne
Elenco delle specie di Daphne:

## A
- Daphne acutiloba Rehder
- Daphne alpina L.
- Daphne altaica Pall.
- Daphne angustiloba Rehder
- Daphne arbuscula Čelak.
- Daphne arisanensis Hayata
- Daphne aurantiaca Diels

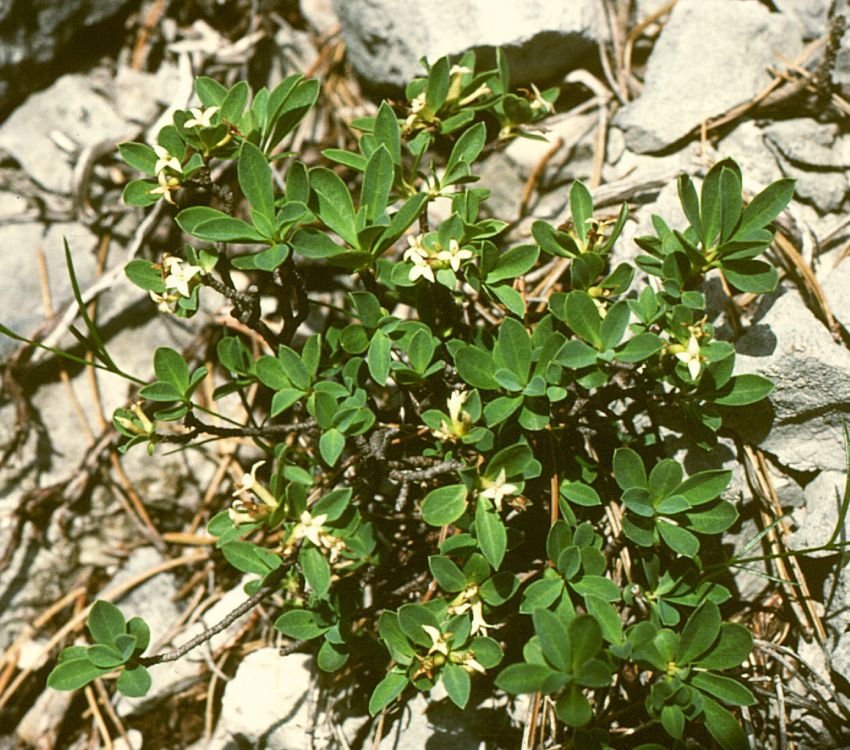
Daphne alpina

- Daphne axillaris (Merr. & Chun) Chun & C.F.Wei
- Daphne axilliflora (Keissl.) Pobed.

## B
- Daphne baksanica Pobed.
- Daphne bholua Buch.-Ham. ex D.Don
- Daphne blagayana Freyer
- Daphne brevituba H.F.Zhou ex C.Y.Chang

## C

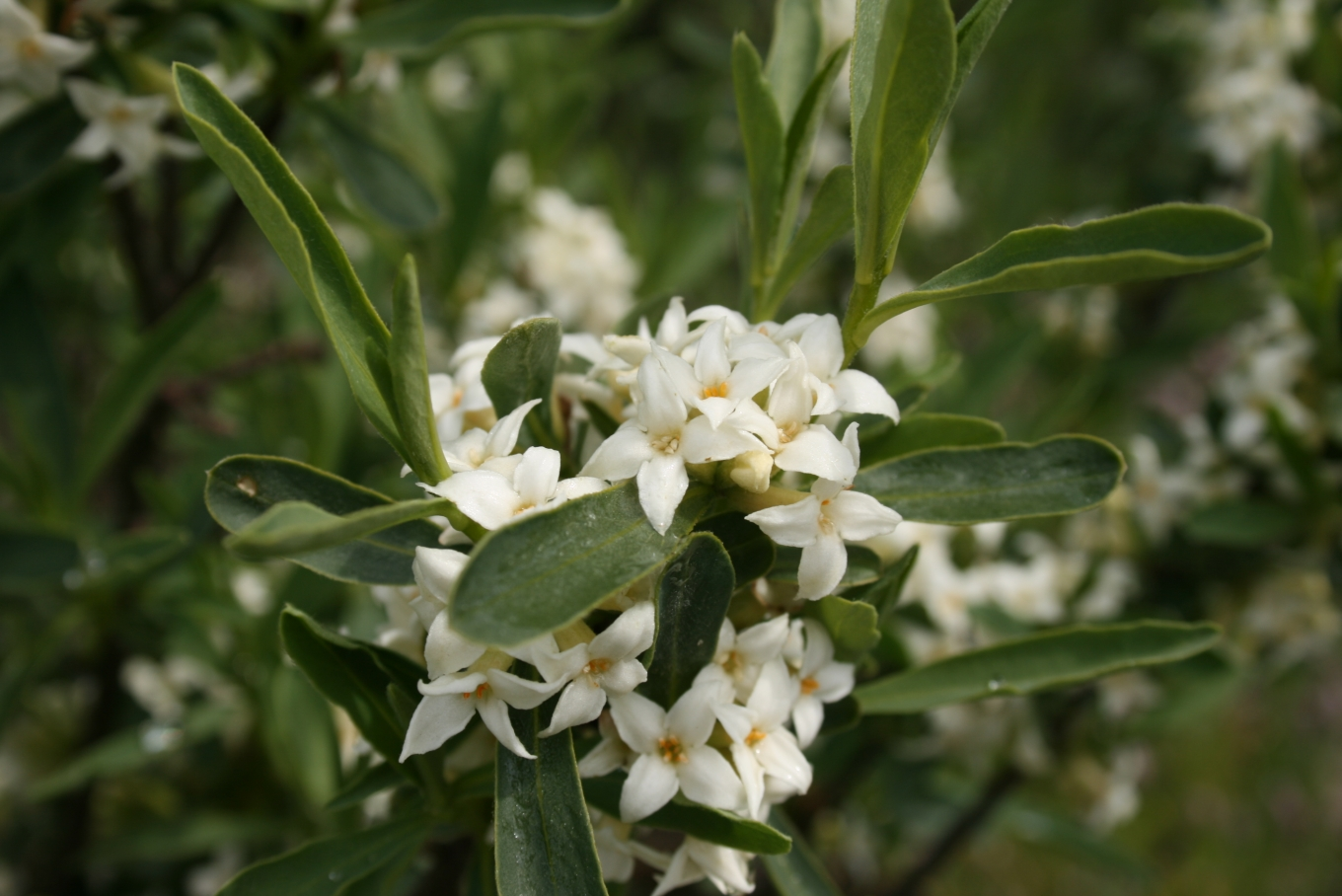
Daphne caucasica

- Daphne caucasica Pall.
- Daphne championii Benth.
- Daphne chingshuishaniana S.S.Ying
- Daphne cneorum L.

## D
- Daphne depauperata H.F.Zhou ex C.Y.Chang
- Daphne domini Halda

## E
- Daphne emeiensis C.Y.Chang
- Daphne erosiloba C.Y.Chang
- Daphne esquirolii H.Lév.

## F
- Daphne feddei H.Lév.

## G

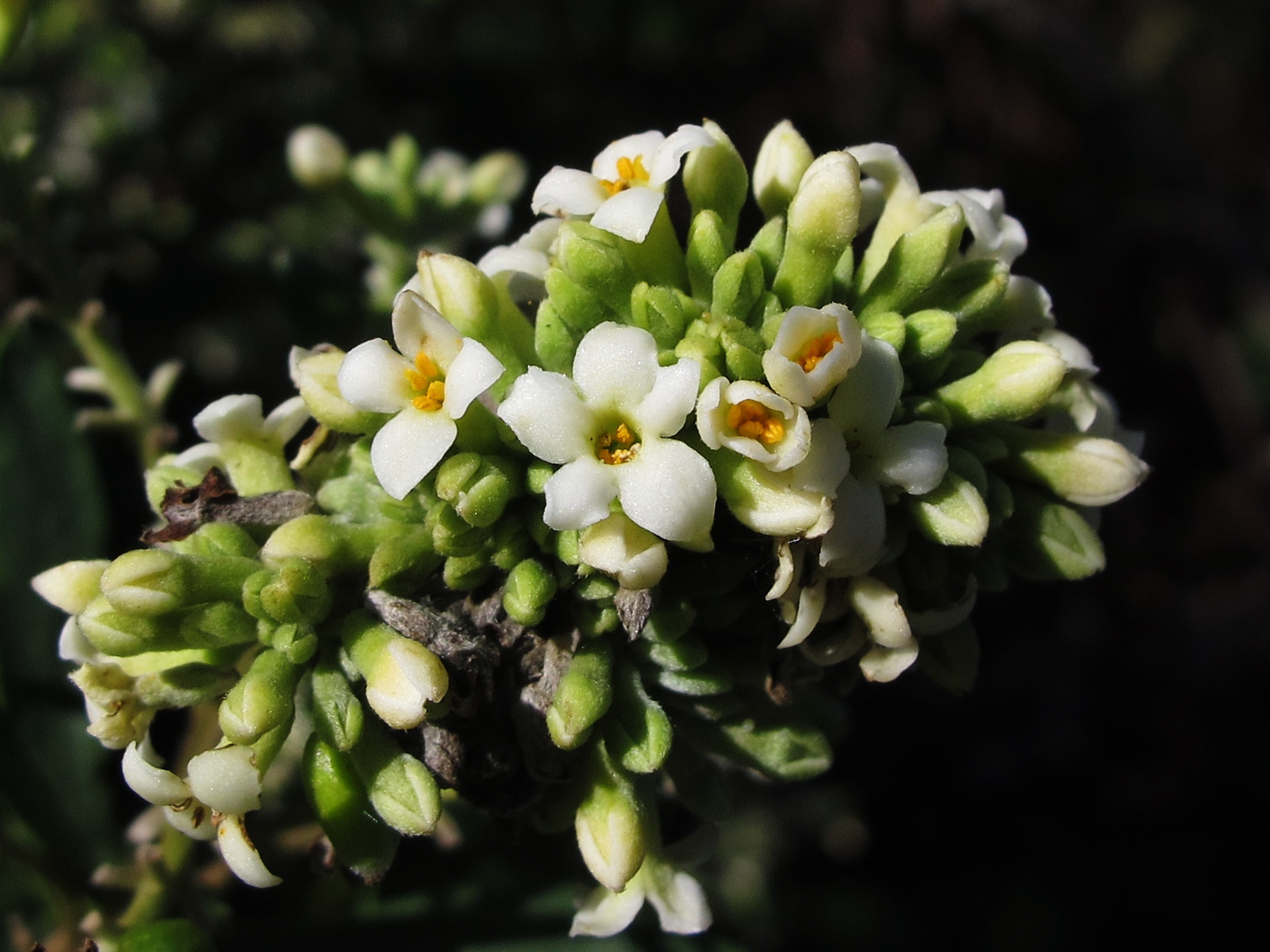
Daphne gnidium

- Daphne gaomushanensis Zi L.Chen, P.Wang & Y.F.Lu
- Daphne gemmata E.Pritz.
- Daphne genkwa Siebold & Zucc.
- Daphne giraldii Nitsche
- Daphne glomerata Lam.
- Daphne gnidioides Jaub. & Spach
- Daphne gnidium L.
- Daphne gracilis E.Pritz.
- Daphne grueningiana H.J.P.Winkl.

## H
- Daphne × hauseri Halda
- Daphne hekouensis H.W.Li & Y.M.Shui
- Daphne × hendersonii Hodgkin ex C.D.Brickell & B.Mathew
- Daphne holosericea (Diels) Hamaya
- Daphne × houtteana Lindl. & Paxton

## J
- Daphne jarmilae Halda
- Daphne jasminea Sm.
- Daphne jejudoensis M.Kim
- Daphne jezoensis Maxim.
- Daphne jinyunensis C.Yung Chang
- Daphne jinzhaiensis D.C.Zhang & J.Z.Shao
- Daphne × juraseki Halda

## K
- Daphne kamtschatica Maxim.
- Daphne kingdon-wardii Halda
- Daphne kiusiana Miq.
- Daphne kosaninii (Stoj.) Stoj.
- Daphne kurdica (Bornm.) Bornm.

## L
- Daphne laciniata Lecomte
- Daphne laureola L.

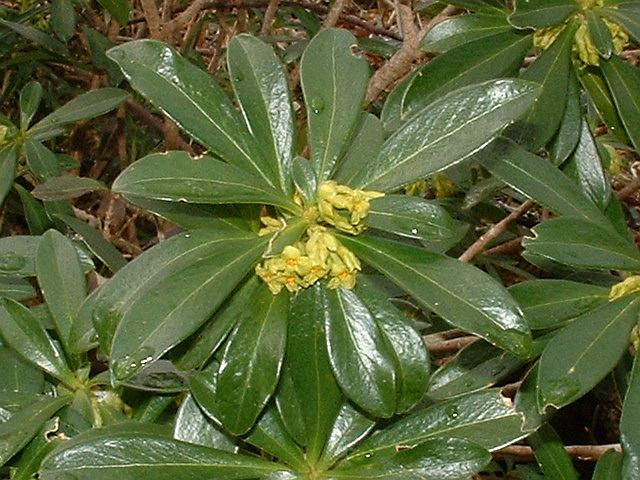
Daphne laureola

- Daphne leishanensis H.F.Zhou ex C.Y.Chang
- Daphne limprichtii H.J.P.Winkl.
- Daphne longilobata (Lecomte) Turrill
- Daphne longituba C.Yung Chang
- Daphne ludlowii D.G.Long & Rae
- Daphne luzonica C.B.Rob.

## M

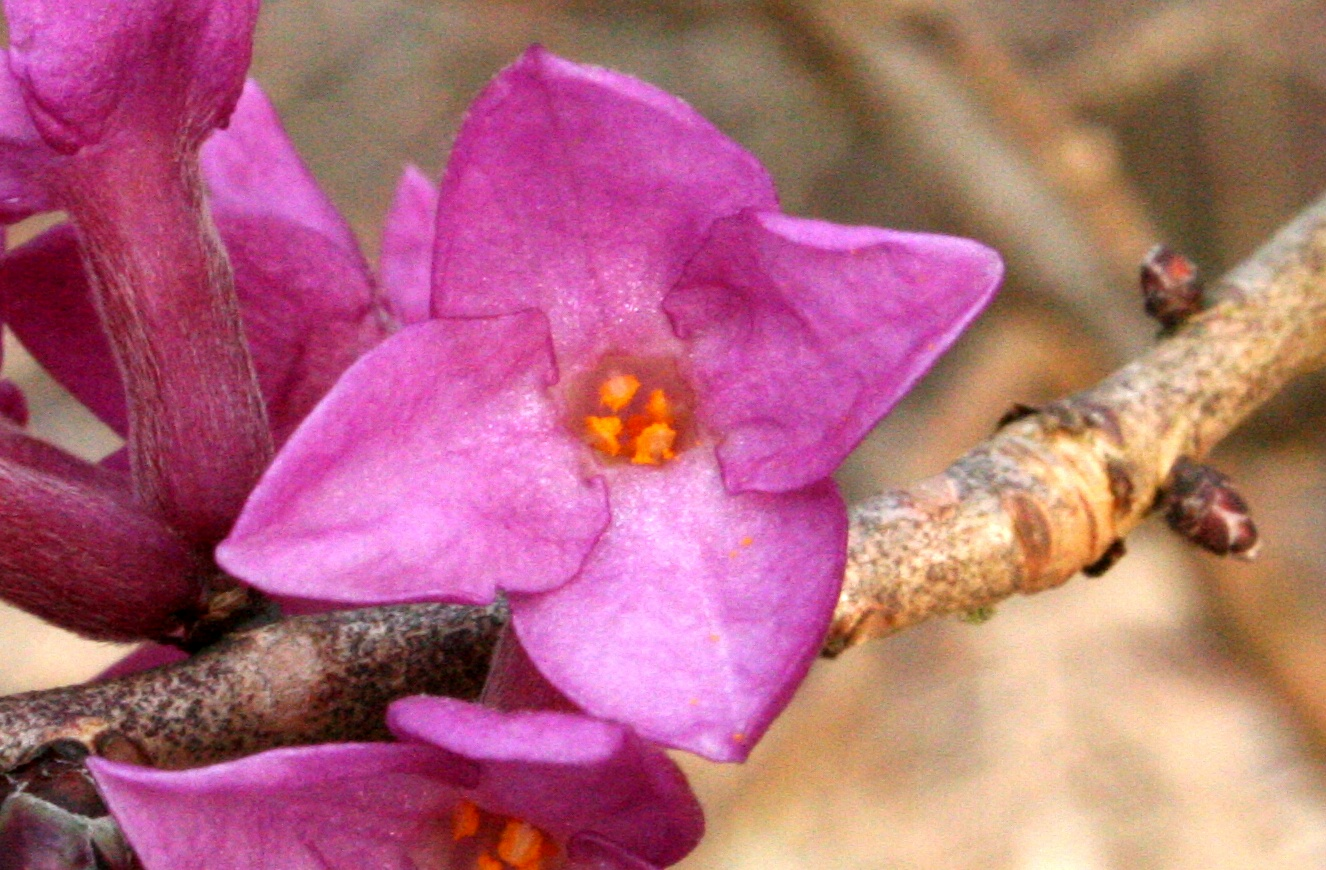
Daphne mezereum

- Daphne macrantha Ludlow
- Daphne malyana Blečić
- Daphne mezereum L.
- Daphne miyabeana Makino
- Daphne modesta Rehder
- Daphne morrisonensis C.E.Chang
- Daphne mucronata Royle
- Daphne myrtilloides Nitsche

## N
- Daphne nana Tagawa
- Daphne × neapolitana (Lindl.) Loudon

## O
- Daphne odora Thunb.
- Daphne ogisui C.D.Brickell, B.Mathew & Yin Z.Wang
- Daphne oleoides Schreb.

## P
- Daphne pachyphylla D.Fang
- Daphne papyracea Wall. ex G.Don

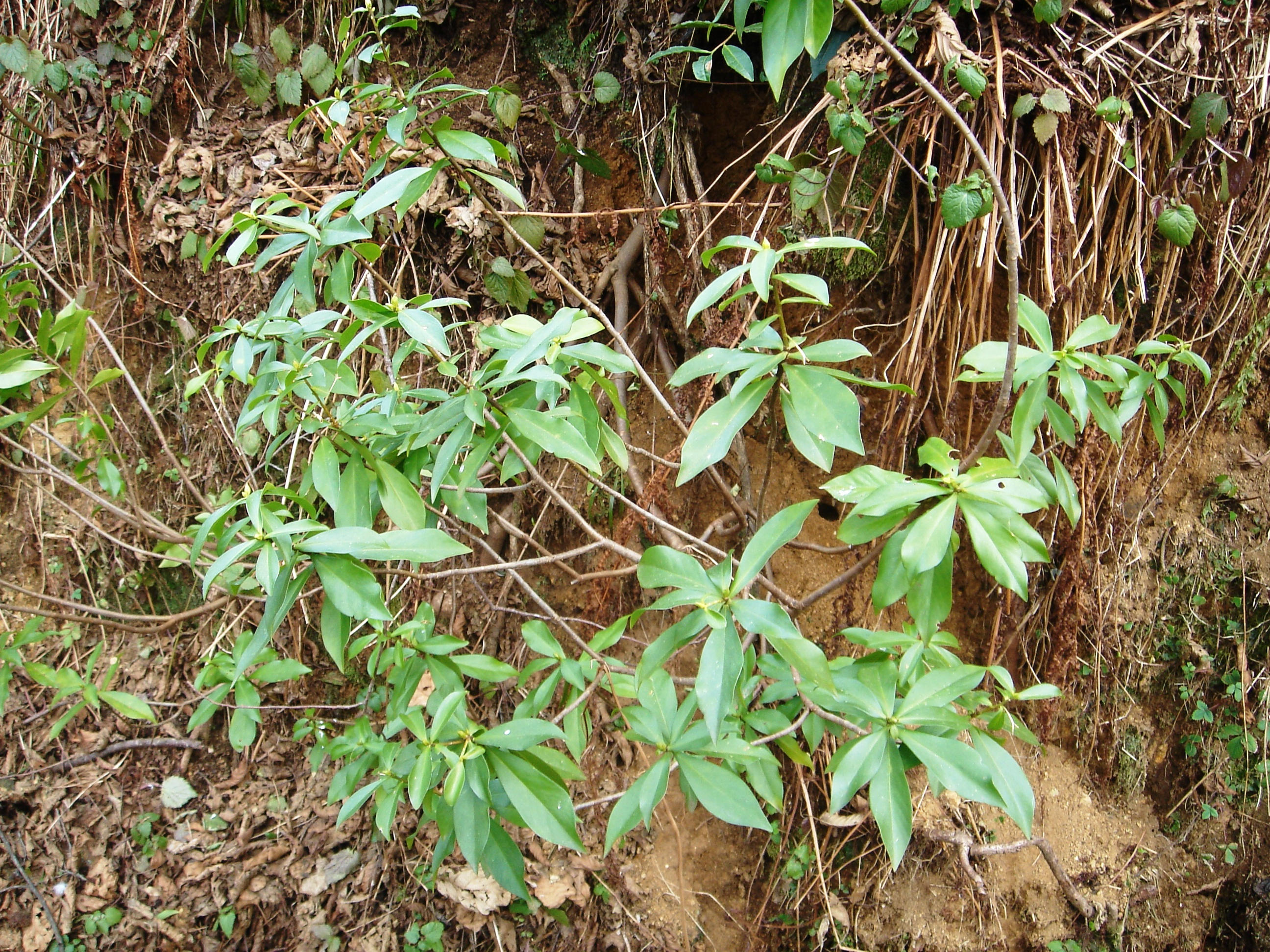
Daphne pontica

- Daphne pedunculata H.F.Zhou ex C.Y.Chang
- Daphne penicillata Rehder
- Daphne petraea Leyb.
- Daphne pontica L.
- Daphne pseudomezereum A.Gray
- Daphne pseudosericea Pobed.
- Daphne purpurascens S.C.Huang

## R
- Daphne retusa Hemsl.
- Daphne rhynchocarpa C.Y.Chang
- Daphne rodriguezii Texidor
- Daphne rosmarinifolia Rehder
- Daphne × rossetii H.Correvon & Halda

## S

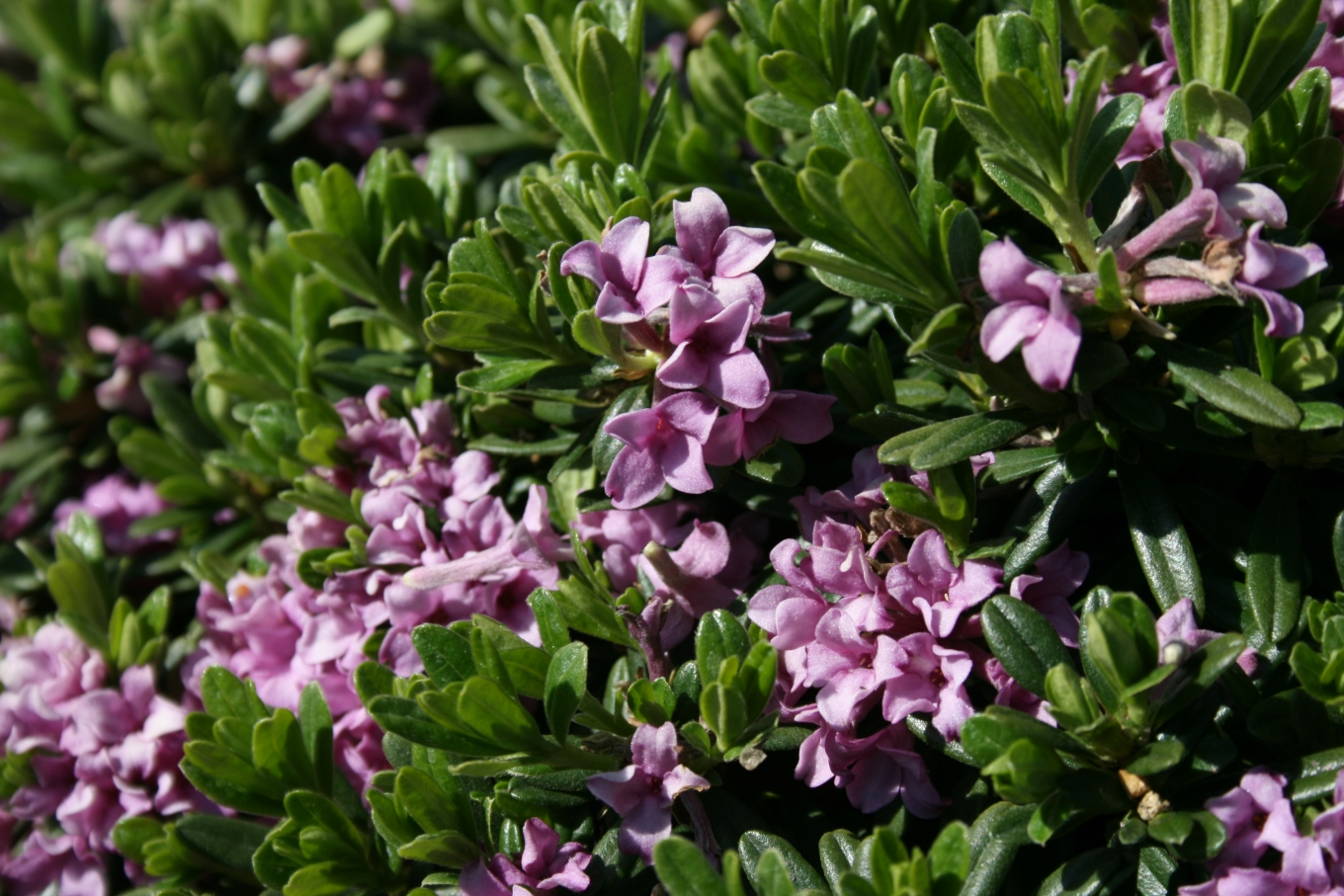
Daphne sericea

- Daphne × savensis Daksk., Seliškar & Vreš
- Daphne sericea Vahl
- Daphne × sillingeri Halda
- Daphne sojakii Halda
- Daphne sophia Kolenicz.
- Daphne souliei (Lecomte) Aymonin
- Daphne stapfii Bornm. & Keissl.
- Daphne striata Tratt.
- Daphne sureil W.W.Sm. & Cave

## T
- Daphne tangutica Maxim.
- Daphne taurica Kotov
- Daphne taylorii Halda

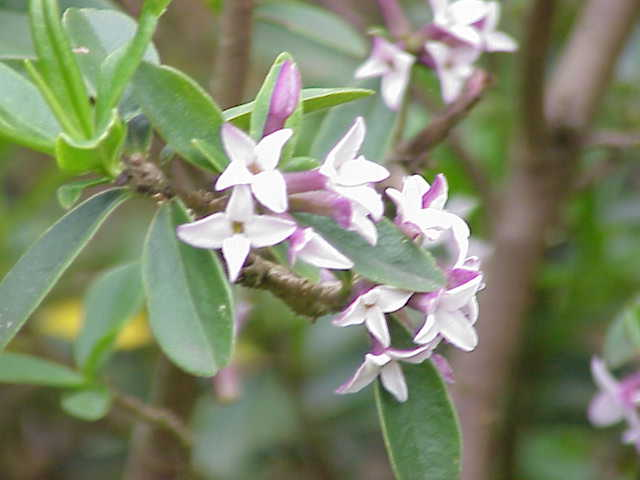
Daphne tangutica

- Daphne tenuiflora Bureau & Franch.
- Daphne thanguensis J.Ghosh, Midday, S.K.Dey & D.Maity
- Daphne × thauma Farrer
- Daphne transcaucasica Pobed.
- Daphne tripartita H.F.Zhou ex C.Y.Chang

## V
- Daphne velenovskyi Halda

## W
- Daphne wangiana (Hamaya) Halda
- Daphne wolongensis C.D.Brickell & B.Mathew

## X
- Daphne xichouensis H.F.Zhou ex C.Y.ChangC.Y.Chang

## Y
- Daphne yangtoushanensis S.S.Ying
- Daphne yunnanensis H.F.Zhou ex C.Y.Chang